# Harley Jack

Ver: Todos os EP's

Harley Jack é nome do extended play (EP) da banda portuguesa de rock UHF. Editado em março de 2003 pela AM.RA Discos. 
Harley Jack é dedicado aos adeptos das concentrações de motards e celebra os seus rituais de união e amizade. Os UHF tornaram-se uma das bandas preferidas para atuações nos vários festivais dessa comunidade, sendo os mais conhecidos localizados nas cidades de Faro e Góis. 
Contém três inéditos: o tema homónimo, "Caloira Bonita" e "Faz de Conta é Um País". Recupera os temas "Boogie Com o Sr. U" e "Quando (dentro de ti)", ambos do álbum Rock É! Dançando Na Noite (1998), e "Alguém (que há-de chegar)" da coletânea Eternamente de 1999. Foi distribuído apenas nas concentrações e nos clubes motards, e também na loja virtual do site oficial da banda. 

## Lista de faixas
O extended play (EP) é composto por seis faixas em versão padrão. António Manuel Ribeiro é compositor em todas elas.
| EP             |                                    |                    |         |  |
| N.º            | Título                             | Compositor(es)     | Duração |  |
| 1.             | "Harley Jack" (inédito)            | António M. Ribeiro | 3:47    |  |
| 2.             | "Caloira Bonita" (inédito)         | António M. Ribeiro | 3:25    |  |
| 3.             | "Boogie Com o Sr. U"               | António M. Ribeiro | 3:08    |  |
| 4.             | "Alguém (que há-de chegar)"        | António M. Ribeiro | 3:28    |  |
| 5.             | "Faz de Conta é Um País" (inédito) | António M. Ribeiro | 5:44    |  |
| 6.             | "Quando (dentro de ti)"            | António M. Ribeiro | 3:02    |  |
| Duração total: | Duração total:                     | Duração total:     | 21:54   |  |

## Membros da banda
- António Manuel Ribeiro (vocal e viola acústica)  [5][8]
- António Côrte-Real (guitarra)  [5][8]
- Fernando Rodrigues (baixo e vocal de apoio)  (Faixas 1, 2 e 5)
- Ivan Cristiano (bateria e vocal de apoio) (Faixas 1, 2 e 5)
- David Rossi (baixo e vocal de apoio)  [5][8] (Faixas 3, 4 e 6)
- Marco Costa Cesário (bateria)  [5][8] (Faixas 3, 4 e 6)
- Jorge Manuel Costa (teclas e sax)  [5][8] (Faixas 3, 4 e 6)